# مزوچات
مزوچات (به مجاری:  Mezőcsát) یک منطقهٔ مسکونی در مجارستان است که در ناحیه مزوچات واقع شده‌است. مزوچات ۱۰۳٫۰۷ کیلومتر مربع مساحت و ۵٬۸۸۲ نفر جمعیت دارد.

## خواهرخوانده
شهر Worbis خواهرخواندهٔ مزوچات هست.